# 新五代史
『新五代史』（しんごだいし）は、北宋の欧陽脩による歴史書。元の名を『五代史記』といい、皇祐5年（1053年）書となった。私撰であるため家に蔵されていたが、撰を終えた後に朝廷に献上された。乾隆のとき、薛居正の『旧五代史』と共に正史とするため、欧陽脩の史は『新五代史』と改称された。本紀12巻・列伝45巻・考3巻・世家及年譜11巻・四夷附録3巻の合わせて74巻。後梁の開平元年（907年）から後周の顕徳7年（960年）までの歴史が記載されている。
現在の歴史学会の評価として、杉山正明のまとめた説によると、「事実誤認も多い上、著者の癖が強く、司馬光の『資治通鑑』のようなあからさまなウソはないものの、創作も混じっており、旧五代史に比べて良質な史料とは言いがたい」とされている。また、山崎覚士からは本来、五代王朝の節度使に過ぎない荊南節度使をあたかも別の国家（荊南）のように記載して「十国」としたのは欧陽脩個人の史観に過ぎないとする指摘もある。

## 内容

### 本紀
1. 梁本紀第一 - 太祖上
2. 梁本紀第二 - 太祖下
3. 梁本紀第三 - 末帝
4. 唐本紀第四 - 荘宗上
5. 唐本紀第五 - 荘宗下
6. 唐本紀第六 - 明宗
7. 唐本紀第七 - 閔帝・廃帝
8. 晋本紀第八 - 高祖
9. 晋本紀第九 - 出帝
10. 漢本紀第十 - 高祖・隠帝
11. 周本紀第十一 - 太祖
12. 周本紀第十二 - 世宗・恭帝

### 伝
1. 梁家人伝第一 - 王皇后・張皇后・朱全昱・朱友諒・朱友能・朱友誨・朱存・朱友寧・朱友倫・朱友裕・朱友文・朱友孜
2. 唐太祖家人伝第二 - 劉皇后・李克譲・李克脩・李克恭・李克寧・李継岌・李継潼・李継嵩・李継嶦・李継嶢
3. 唐明宗家人伝第三 - 曹皇后・魏皇后・李従璟・李従栄・李従璨・李従璋・李従温・李従敏
4. 唐廃帝家人伝第四 - 劉皇后・李重吉・李重美
5. 晋家人伝第五 - 石敬威・石敬贇・石敬暉・石重英・石重信・石重乂・石重睿・石重杲・石延煦・石延宝
6. 漢家人伝第六 - 劉崇・劉信・劉承訓・劉承祐・劉承勲
7. 周太祖家人伝第七 - 柴皇后
8. 周世宗家人伝第八 - 柴守礼・劉皇后・符皇后・柴誼・柴誠・柴熙譲・柴熙謹・柴熙誨
9. 梁臣伝第九 - 敬翔・朱珍・龐師古・葛従周・霍存・張存敬・符道昭・劉捍・寇彦卿
10. 梁臣伝第十 - 康懐英・劉鄩・牛存節・張帰覇・王重師・徐懐玉
11. 梁臣伝第十一 - 楊師厚・王景仁・賀瓌・王檀・馬嗣勲・王虔裕・謝彦章
12. 唐臣伝第十二 - 郭崇韜・安重誨
13. 唐臣伝第十三 - 周徳威・符存審・史建瑭・王建及・元行欽・安金全・袁建豊・西方鄴
14. 唐臣伝第十四 - 符習・烏震・孔謙・張延朗・李厳・李仁矩・毛璋
15. 唐臣伝第十五 - 朱弘昭・馮贇・劉延朗・康思立・康義誠・薬彦稠
16. 唐臣伝第十六 - 豆盧革・盧程・任圜・趙鳳・李襲吉・張憲・蕭希甫・劉賛・何瓚
17. 晋臣伝第十七 - 桑維翰・景延広・呉巒
18. 漢臣伝第十八 - 蘇逢吉・史弘肇・楊邠・王章・劉銖・李業・聶文進・後賛・郭允明
19. 周臣伝第十九 - 王朴・鄭仁誨・扈載
20. 死節伝第二十 - 王彦章・裴約・劉仁贍
21. 死事伝第二十一 - 張源徳・夏魯奇・姚洪・王思同・張敬達・翟進宗・張万迪・沈斌・王清・史彦超・孫晟
22. 一行伝第二十二 - 鄭遨・張薦明・石昂・程福贇・李自倫
23. 唐六臣伝第二十三 - 張文蔚・楊渉・張策・趙光逢・薛貽矩・蘇循
24. 義児伝第二十四 - 李嗣昭・李嗣本・李嗣恩・李存信・李存孝・李存進・李存璋・李存賢
25. 伶官伝第二十五 - 周匝・敬新磨・景進・史彦瓊・郭従謙
26. 宦者伝第二十六 - 張承業・張居翰
27. 雑伝第二十七 - 王鎔・羅紹威・王処直・劉守光
28. 雑伝第二十八 - 李茂貞・韓建・李仁福・韓遜・楊崇本・高万興・温韜
29. 雑伝第二十九 - 盧光稠・譚全播・雷満・鍾伝・趙匡凝
30. 雑伝第三十 - 朱瑄・王師範・李罕之・孟方立・王珂・趙犨・馮行襲
31. 雑伝第三十一 - 氏叔琮・李彦威・李振・裴迪・韋震・孔循・孫徳昭・王敬蕘・蔣殷
32. 雑伝第三十二 - 劉知俊・丁会・賀徳倫・閻宝・康延孝
33. 雑伝第三十三 - 張全義・朱友謙・袁象先・朱漢賓・段凝・劉玘・周知裕・陸思鐸
34. 雑伝第三十四 - 趙在礼・霍彦威・房知温・王晏球・安重覇・王建立・康福・郭延魯
35. 雑伝第三十五 - 華温琪・萇従簡・張筠・楊彦詢・李周・劉処譲・李承約・張希崇・相里金・張廷蘊・馬全節・皇甫遇・安彦威・李瓊・劉景巌
36. 雑伝第三十六 - 盧文進・李金全・楊思権・尹暉・王弘贄・劉審交・王周・高行周・白再栄・安叔千
37. 雑伝第三十七 - 翟光鄴・馮暉・皇甫暉・唐景思・王進・常思・孫方諫
38. 雑伝第三十八 - 王峻・王殷・劉詞・王環・折従阮
39. 雑伝第三十九 - 朱守殷・董璋・范延光・婁継英・安重栄・安従進・楊光遠
40. 雑伝第四十 - 杜重威・李守貞・張彦沢
41. 雑伝第四十一 - 王景崇・趙思綰・慕容彦超
42. 雑伝第四十二 - 馮道・李琪・鄭玨・李愚・盧導・司空頲
43. 雑伝第四十三 - 劉昫・盧文紀・馬胤孫・姚顗・劉岳・馬縞・崔居倹・崔梲・李懌
44. 雑伝第四十四 - 和凝・趙瑩・馮玉・盧質・呂琦・薛融・何沢・王権・史圭・龍敏
45. 雑伝第四十五 - 李崧・李鏻・賈緯・段希堯・張允・王松・裴皞・王仁裕・裴羽・王延・馬重績・趙延義

### 考
1. 司天考第一
2. 司天考第二
3. 職方考第三

### 世家
1. 呉世家第一 - 呉
2. 南唐世家第二 - 南唐
3. 前蜀世家第三 - 前蜀
4. 後蜀世家第四 - 後蜀
5. 南漢世家第五 - 南漢
6. 楚世家第六 - 楚
7. 呉越世家考第七 - 呉越
8. 閩世家第八 - 閩
9. 南平世家第九 - 荊南
10. 東漢世家第十 - 北漢
11. 十国世家年譜第十一

### 附録
1. 四夷附録第一 契丹上 - 契丹
2. 四夷附録第二 契丹下 - 契丹
3. 四夷附録第三 - 奚・吐渾・達靼・党項・突厥・吐蕃・回鶻・于闐・高麗・渤海・新羅・黒水靺鞨・南詔蛮・牂牁蛮・昆明・占城